# Železniční nehoda v Chitrinu
Nákladní vlak 10. prosince 2016 vykolejil, vybuchl a způsobil požár ve vsi Chitrinu v Šumenské oblasti Bulharska. Sedm osob zemřelo, zranilo se dalších 29.

## Průběh
V 5:37 místního času (03:40 UTC) 10. prosince 2016 nákladní vlak společnosti Bulmarket jedoucí z Burgasu do Ruse vykolejil v Chitrinu v Šumenské oblasti Bulharska. Dva vagony vezoucí propan-butan a propylen narazily nedaleko chitrinské zastávky do sloupu elektrického vedení, explodovaly a způsobily požár. Nejméně padesát budov bylo požárem postiženo, jedna z nich se zřítila a uvěznila několik dětí. Strojvůdci nehodu přežili. Sedm lidí zahynulo, 29 bylo zraněno. Zatímco 150 hasičů bojovalo s požárem, byla nařízena evakuace obyvatel vesnice. Okolo poledního se požár podařilo zvládnout. Zranění byli převezeni do nemocnic v Šumenu a ve Varně. Někteří z postižených utrpěli popáleniny na 90% těla.

## Vyšetřování
Bulharský prokurátor zahájil vyšetřování nehody. Z možných příčin nehody se nejpravděpodobněji jeví nepřiměřená rychlost vlaku. Podle svědectví od kol vlaku krátce před nehodou létaly jiskry, což by mohlo svědčit o intenzivním brzdění.
Vlastník společnosti Bulmarket DM, Stanko Stankov, navrhl, aby vyšetřování vedl nezávislý mezinárodní tým složený z dopravních odborníků z Francie, Německa a České republiky. Úřad generálního prokurátora návrh zcela odmítl. V prohlášení uvedl, že podle bulharských zákonů vyšetřování vede Hlavní prokuratura a její orgán pro vyšetřování závažných zločinů a nehod. Obyvatelé se kvůli výjimečnému stavu nemohou vrátit do svých domovů.

## Reakce
Premiér Bojko Borisov navštívil místo neštěstí. Vyzval veřejnost k darování krve, neboť místní nemocnice pociťují její nedostatek. Výzva se setkala s příznivou odezvou. Bulharský ministr dopravy Ivajlo Moskovski v doprovodu vysokých úředníků rovněž navštívil postižené místo. Dnem státního smutku byl určen 12. prosinec.